# Abilio Brunini
Abilio Jacques Brunini Moumer (Cuiabá, 31 de janeiro de 1984) é um arquiteto e político brasileiro, filiado ao Partido Liberal (PL). Serviu como deputado federal pelo Mato Grosso e atualmente atua como prefeito de Cuiabá.

## Carreira política
Foi vereador de Cuiabá, eleito em 2016 pelo Partido Social Cristão (PSC). Nas eleições de 2020, disputou a prefeitura de Cuiabá pelo Podemos e ficou na primeira colocação no 1.º turno, com 90.631 votos, mas foi derrotado no 2.º turno por Emanuel Pinheiro (MDB), que foi reeleito com 51,17% dos votos válidos. Já nas eleições de 2022, foi o segundo candidato a deputado mais bem votado do Mato Grosso, com 87.072 votos (5,03% dos votos validos), e o mais bem votado em sua cidade natal, Cuiabá. Na eleição municipal de Cuiabá em 2024, Brunini foi o prefeiturável mais bem votado no primeiro turno, com 126.944 votos (39,61% dos votos válidos), e no segundo turno foi eleito com 171.324 votos (53,80% dos votos válidos.

## Atuação e repercussão

### Repercussão de fala sobre estupro de vulnerável
Em outubro de 2022, no podcast Tudo Menos Política, Abilio Brunini comentou sobre um caso de estupro de vulnerável, onde um adolescente de 13 anos teve relações sexuais com uma criança de 11, questionou o entendimento do Estatuto da Criança e Adolescente (ECA) sobre estupro de vulnerável: "ali foi a mãe, dizendo que a filha foi violentada, onde existiam duas crianças que tomaram uma decisão consensual em relação a isso. O que essas crianças assistiam para poder fazer [a relação sexual]?", questionou o cuiabano. Ainda completou: "quantas mães já não tiveram filho com 13 anos e hoje são pessoas adultas, responsáveis e tocam a vida?". A fala repercutiu negativamente após a expulsão do Abilio numa sessão da CPMI dos Atos Golpistas.

### Transmissão no Salão Verde no dia 11 de janeiro de 2023
Abilio Brunini fez uma transmissão ao vivo dias após os ataques de 8 de janeiro de 2023, afirmando que nem tudo havia sido quebrado e que a Câmara dos Deputados havia sofrido somente alguns pequenos danos. Uma mulher o contrariou, afirmando que os locais mais atingidos teriam sido o Palácio do Planalto e o Senado Federal. Ela afirmou que Abilio supostamente estaria agindo de má-fé, exibindo apenas os locais menos danificados. O presidente da Câmara, Arthur Lira, disse em entrevista que parlamentares que andam difamando e mentindo com vídeos dizendo que houve inverdades nas agressões que a Câmara sofreu seriam chamados à responsabilidade porque todos viram as cenas terríveis, violentas e gravíssimas, mas Lira não citou o nome de Brunini.

### CPMI dos Atos Golpistas
A atuação de Abilio Brunini na CPMI dos Atos Golpistas foi marcada por acusações de tumultuar as sessões. Suas interrupções levaram a mesa a conceder mais tempo de fala aos parlamentares governistas.

#### Acusação de transfobia
Abílio foi acusado de transfobia pelo senador sergipano Rogério Carvalho, do PT, durante fala da deputada trans Erika Hilton na sessão da CPMI em 11 de julho de 2023. Brunini disse que a deputada "ofereceria os seus serviços". Outros senadores confirmaram que ouviram a fala do deputado mato-grossense. Um processo foi aberto no Conselho de Ética, porém, quatro meses depois, foi arquivado, por não fornecer detalhes específicos sobre a conduta alegadamente violadora. Abilio também costumava filmar os seus colegas parlamentares. Arthur Maia, presidente da CPMI, diversas vezes ameaçou levar o nome de Brunini ao Conselho de Ética por conta de suas atitudes incongruentes com o convívio parlamentar na CPMI.

#### Acusação de gesto supremacista e interrupções de fala
Em 24 de agosto de 2023, durante uma sessão da CPMI dos Atos Golpistas, o Abílio Brunini fez um gesto com a mão que é associado a movimentos neonazistas dos Estados Unidos e de outros países. Teve seu microfone cortado após uma sequência de interrupções e tumultos durante a fala de Duarte Júnior, do PSB do Maranhão, e após isto, realizou o gesto que gerou a acusação de ser um gesto supremacista. Quando usado com essa conotação, os 3 dedos esticados simulam um “W”, de white, e o polegar junto com o indicador representa o “P”, de power, uma referência aos movimentos de supremacia branca dos Estados Unidos, como a Ku Klux Kan. Em sua conta no X - antigo Twitter -, Abílio se justificou dizendo que fazia referência ao tempo de fala de Duarte Júnior. Duarte Júnior já havia sido interrompido diversas vezes por Abilio e, em uma dessas interrupções, o então vice-presidente da CPMI, senador Magno Malta, se irritou e chamou a atenção do deputado: -  "Gente, por favor! Eu tenho que gritar, é? Tô na escolinha?"

#### Expulsão
Após novamente realizar tumultos e interromper a fala de deputados durante a sessão do dia 26/09, Abilio foi expulso da CPMI pelo presidente Arthur Maia. “Vou encaminhar o nome de Vossa Excelência ao Conselho de Ética. Eu não vou permitir que vossa excelência fique tumultuando esses trabalhos da CPI. Vossa excelência não vai conseguir isso“, disse Maia. A Sessão foi suspensa porque o Deputado se recusou a deixar a sala que estavam reunido o colegiado.

### Polêmicas durante a Campanha Eleitoral de 2024
A campanha municipal de 2024 em Cuiabá tem sido marcada por tensões entre Abilio Brunini (PL) e o candidato petista Lúdio Cabral. Brunini esgotou seu tempo disponível em debate, e consequentemente, não prosseguiu com uma discussão frente a frente com Lúdio Cabral, seu oponente. Além disso, um militante do PT relatou que foi agredido por um apoiador de Brunini em uma avenida de Cuiabá, intensificando o clima de polarização. O incidente ainda não foi apurado oficialmente pelas autoridades policiais.

## Desempenho eleitoral
| Ano  | Eleição                  | Partido | Cargo            | Votos   | %                 | Resultado  | Ref    |
| ---- | ------------------------ | ------- | ---------------- | ------- | ----------------- | ---------- | ------ |
| 2016 | Municipal de Cuiabá      | PSC     | Vereador         | 2.623   | 0,88%             | Eleito     | [ 26 ] |
| 2020 | Municipal de Cuiabá      | PODE    | Prefeito         | 90.631  | 33,72% (1º Turno) | Não eleito | [ 27 ] |
| 2020 | Municipal de Cuiabá      | PODE    | Prefeito         | 129.777 | 48,85% (2º Turno) |            | [ 27 ] |
| 2022 | Estaduais em Mato Grosso | PL      | Deputado federal | 87.072  | 5,03%             | Eleito     | [ 28 ] |
| 2024 | Municipal de Cuiabá      | PL      | Prefeito         | 126.944 | 39,61% (1º Turno) | Eleito     | [ 29 ] |
| 2024 | Municipal de Cuiabá      | PL      | Prefeito         | 171.324 | 53,80% (2º Turno) |            | [ 29 ] |